# Anthrax vigina
Anthrax vigina är en tvåvingeart som först beskrevs av Macquart 1846.  Anthrax vigina ingår i släktet Anthrax och familjen svävflugor.
Artens utbredningsområde är Colombia. Inga underarter finns listade i Catalogue of Life.